# Neuviller-la-Roche
Neuviller-la-Roche (deutsch Neuweiler) ist eine französische Gemeinde mit 328 Einwohnern (Stand 1. Januar 2021) in den Vogesen im Département Bas-Rhin in der Region Grand Est (bis 2015 Elsass). Zur Gemeinde gehören neben dem namensgebenden Dorf auch die Weiler Riangoutte (deutsch Ringelsbach) und La Haute-Goutte (deutsch Ober-Rothau).

## Geschichte
Frühe Erwähnungen von Neuviller finden sich in den Jahren 1434 (Newilr), 1581 (Neuweyler) und 1632 (Newiller). Haute-Goutte wird 1383 als Zenterottow und 1489 sowie 1578 als Ober-Rothau erwähnt. Riangoutte wird als Ringelsbach 1578 und 1623 erwähnt. Im 17. Jahrhundert werden die beiden Weiler erstmals mit den französischen Namen Riangoutte und Haute-Goutte bezeichnet.
Auf Französisch hieß die Gemeinde zuletzt bis 28. Dezember 1961 Neuwiller, ehe sie in Neuviller-la-Roche umbenannt wurde.

### Bevölkerungsentwicklung
| Jahr | Einwohner |
| ---- | --------- |
| 1801 | 641       |
| 1811 | 633       |
| 1820 | 820       |
| 1826 | 840       |
| 1831 | 933       |
| 1836 | 987       |
| 1841 | 901       |
| 1846 | 870       |

| Jahr | Einwohner |
| ---- | --------- |
| 1851 | 838       |
| 1856 | 829       |
| 1861 | 868       |
| 1866 | 895       |
| 1871 | 849       |
| 1875 | 827       |
| 1880 | 685       |
| 1885 | 702       |

| Jahr | Einwohner |
| ---- | --------- |
| 1890 | 680       |
| 1895 | 635       |
| 1900 | 616       |
| 1905 | 631       |
| 1910 | 643       |
| 1962 | 342       |
| 1968 | 391       |
| 1975 | 376       |

| Jahr | Einwohner |
| ---- | --------- |
| 1982 | 335       |
| 1990 | 334       |
| 1999 | 375       |
| 2009 | 403       |
| 2014 | 366       |
| 2020 | 326       |

Quellen:

## Politik
Bürgermeister der Gemeinde ist seit 2001 André Wolff.
| Zeitraum  | Bürgermeister          |
| --------- | ---------------------- |
| 1801–1804 | Christophe Kommer      |
| 1804–1812 | Jean Théophile Kuntz   |
| 1813–1816 | Gédéon Ahnne           |
| 1816–1827 | Jean-Michel Hisler     |
| 1827–1830 | Jean George Groshens   |
| 1830–1837 | George Fortuné Marchal |
| 1837–1843 | Jean George Gagnière   |
| 1843–1846 | Gédéon Groshens        |
| 1846–1847 | Samuel Martin Verly    |

| Zeitraum  | Bürgermeister        |
| --------- | -------------------- |
| 1847–1848 | Gédéon Groshens      |
| 1848–1852 | Jean George Marchal  |
| 1852–1871 | Jean-David Groshens  |
| 1871–1873 | Justin Koenig        |
| 1873–1877 | Jean George Hilpipre |
| 1877–1883 | M. Koenig            |
| 1883–1886 | Alfred Deppen        |
| 1896–1906 | Alfred George        |
| 1906–1908 | George Ganière       |

| Zeitraum  | Bürgermeister          |
| --------- | ---------------------- |
| 1908–1919 | Charles Théodore Morel |
| 1919–1945 | Paul Jacquel 1         |
| 1945–1953 | Jules Marchal          |
| 1953–1989 | Ferdinand Malaisé      |
| 1989–1995 | Henri Hisler           |
| 1995–2001 | Pierre Hilpipre        |
| 2001–     | André Wolff            |

Quelle:

## Gemeindepartnerschaften
Zusammen mit den anderen Gemeinden des Steintals (Ban de la Roche), nämlich Bellefosse, Belmont, Fouday, Rothau, Solbach, Wildersbach und Waldersbach, pflegt Neuviller eine Partnerschaft mit der US-amerikanischen Stadt Woolstock.
Europäische Partnerorte von Neuviller sind Urrós und Rabaçal in Portugal, Măgherani in Rumänien sowie Stara Loka in Slowenien.

## Persönlichkeiten
- Pierre Schrumpf-Pierron (1882–1952), Kardiologe und deutscher Abwehr-Agent

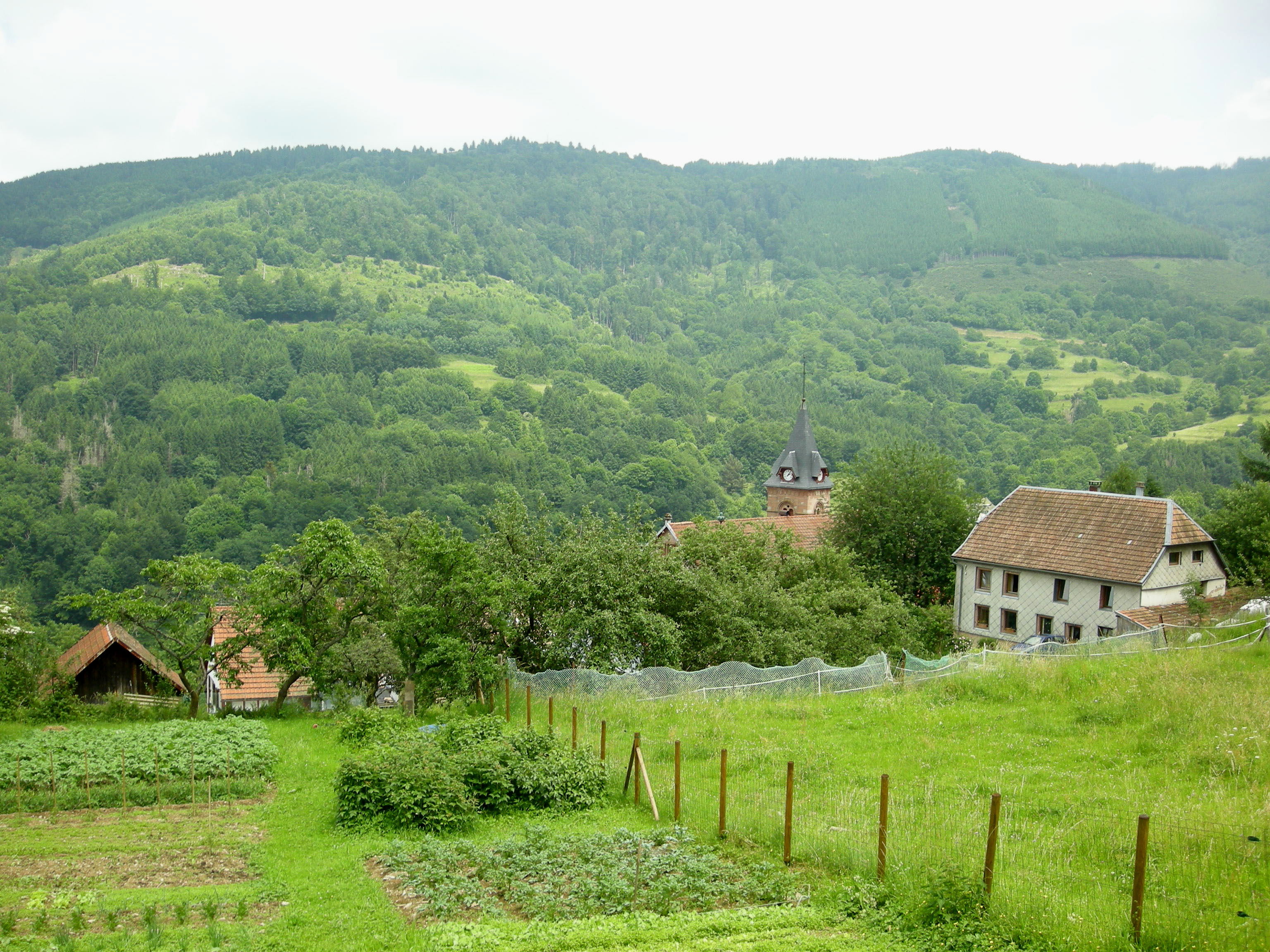
Ortsansicht
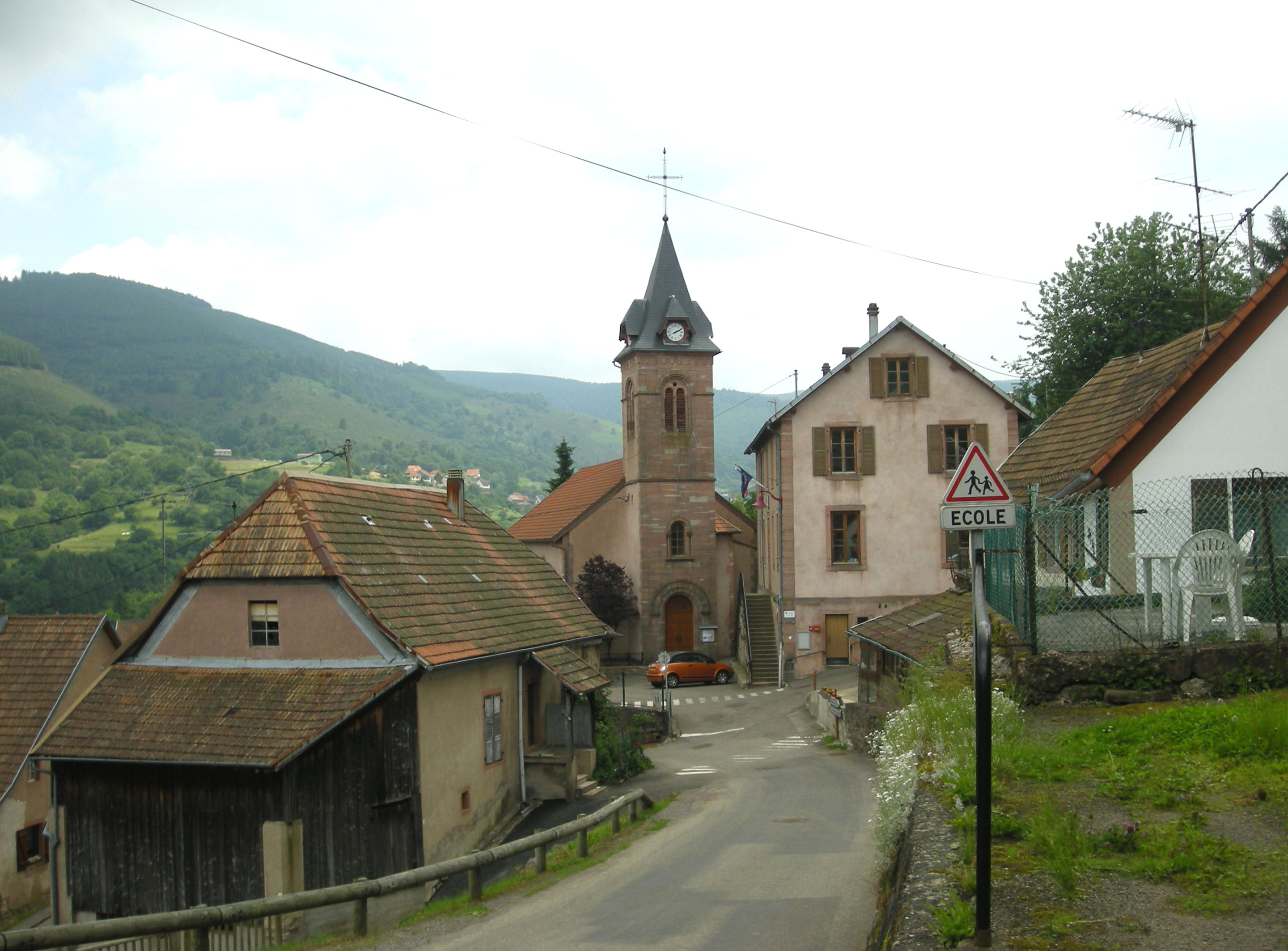
Evangelisch-lutherische Kirche
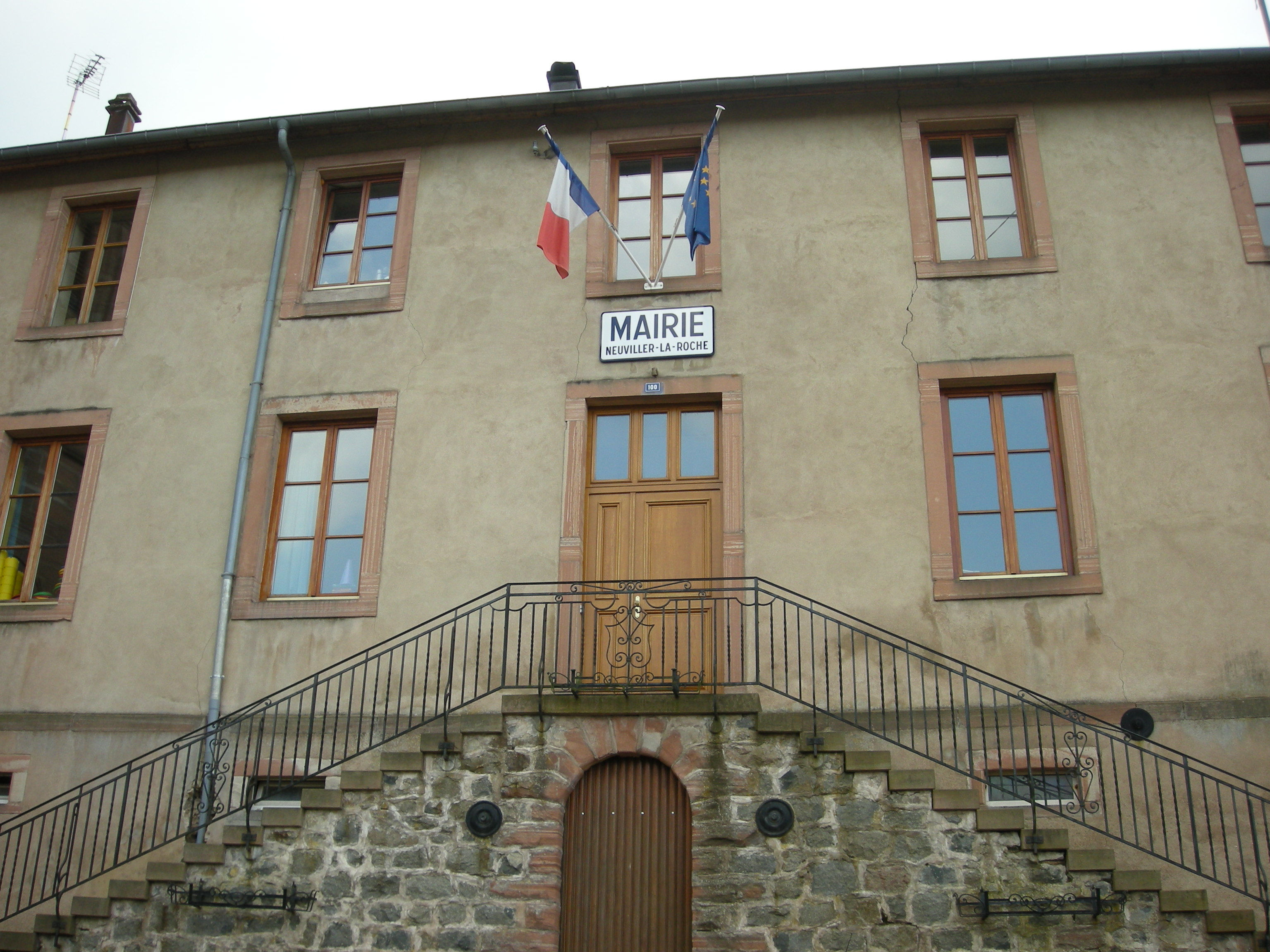
Mairie (Rathaus)